# Comitatus
Il comitatus (dal latino, "gruppo", "compagnia") era l'esercito mobile degli imperatori romani del tardo impero.
Con la riforma dell'esercito romano iniziata dagli imperatori illirici del III secolo (Gallieno, Claudio il Gotico, Aureliano) e portata a compimento da Diocleziano e Costantino I, le forze romane furono divise tra unità stanziate lungo il confine (in latino limes) e per questo note come limitanei, e unità mobili, costituenti un esercito a disposizione dell'imperatore che era fatto dirigere nelle zone dell'impero ove era necessaria una concentrazione di forze, tipicamente in occasione di invasioni dall'esterno o campagne contro nemici dell'impero; queste unità formavano il comitatus ed erano perciò dette comitatenses.
La vastità dell'Impero costrinse Costantino I a dover creare altri eserciti mobili, dislocati in varie regioni, al comando dei propri figli: Crispo, Costante, Costanzo e Costantino. Per distinguere l'esercito comitatensis regionale da quello sotto il diretto controllo dell'imperatore, quest'ultimo prese il titolo di praesentalis. Questo esercito "mobile" era a sua volta diviso nelle seguenti sotto-unità, differenziate tra loro per rango gerarchico:
1. unità Palatinae (di palazzo o praesentalis), che rappresentavano l'élite dell'esercito romano, e che facevano parte dell'armata sotto il diretto controllo dell'Imperatore (nell'evoluzione successiva, affidato al Magister militum praesentalis) a loro volta suddivise in:
  - Legiones palatinae, ovvero i reparti di fanteria pesante dell'esercito mobile praesentalis;
  - Auxilia palatina ovvero la fanteria leggera dell'esercito mobile praesentalis;[3]
  - Vexillationes palatinae, ovvero la cavalleria dell'esercito mobile praesentalis;
2. unità Comitatenses vere e proprie, che rappresentavano le unità "mobili regionali", ovvero quelle unità a disposizione dei singoli Cesari (nel caso dei figli di Costantino) o dei vari magistri militum non-praesentalis (non di "corte"), a loro volta suddivise in:
  - Legiones comitatenses, ovvero la fanteria pesante dell'esercito mobile non-praesentalis;
  - Vexillationes comitatenses, ovvero la cavalleria dell'esercito mobile non-praesentalis;
3. unità Pseudocomitatenses, che rappresentavano quelle unità di frontiera (limitanei) distaccate presso l'esercito campale (comitatus) in occasione di particolari campagne militari, e che spesso rimasero a far parte dell'esercito "mobile" in modo permanente. Esse poteveno essere solo di un tipo:
  - Legiones pseudocomitatenses, ovvero unità "prestate" dalle frontiere imperiali, all'esercito "mobile".